# Ориночки крокодил
Ориночки крокодил (лат. Crocodylus intermedius) је гмизавац из реда Crocodylia и фамилије Crocodylidae. Насељава слив реке Ориноко у Јужној Америци.

## Угроженост
Ова врста је крајње угрожена и у великој опасности од изумирања.

## Распрострањење
Врста је присутна у Венецуели и Колумбији.

## Станиште
Станиште врсте су слатководна подручја. 